# シュタディオン・イム・ボルシア・パルク
シュタディオン・イム・ボルシア・パルク（Stadion im Borussia-Park）は、ドイツ・ノルトライン＝ヴェストファーレン州メンヒェングラートバッハに所在するサッカー専用球技場である。ブンデスリーガ1部・ボルシア・メンヒェングラートバッハのホームスタジアムである。

## 概要
ボルシア・メンヒェングラートバッハが、1919年から使用していたベッケルベルクシュタディオンに代わって2004年に建設。当初は、2006 FIFAワールドカップの会場になる予定だったが、落選した。収容人数は54,067席（内、立見席16,145席)で、国際親善試合の際には46,249席となる。
2011 FIFA女子ワールドカップの試合会場となり、グループリーグ2試合と準決勝を開催した。